# Museo Albright-Knox

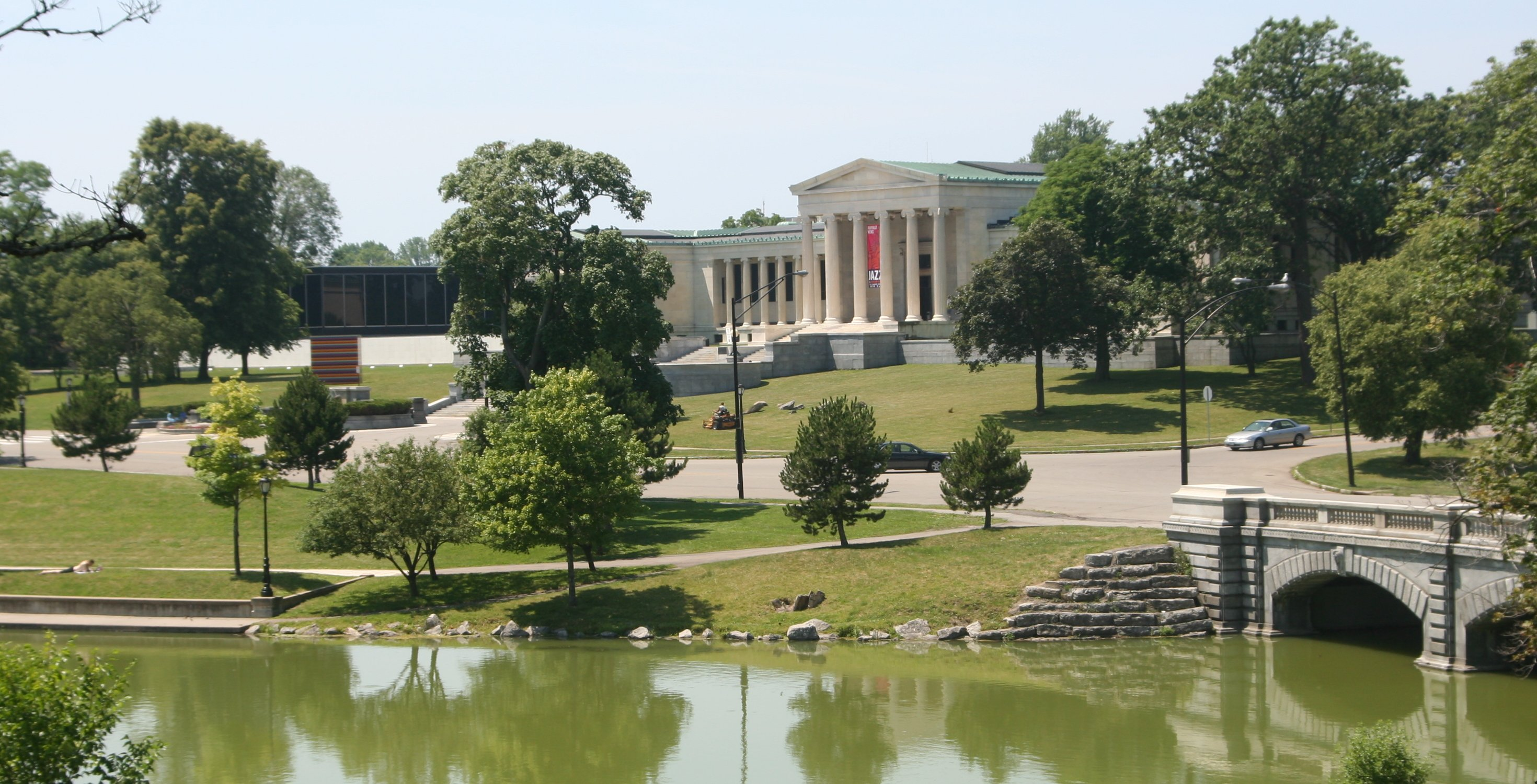
Vista de la fachada del museo y su imponente parque.

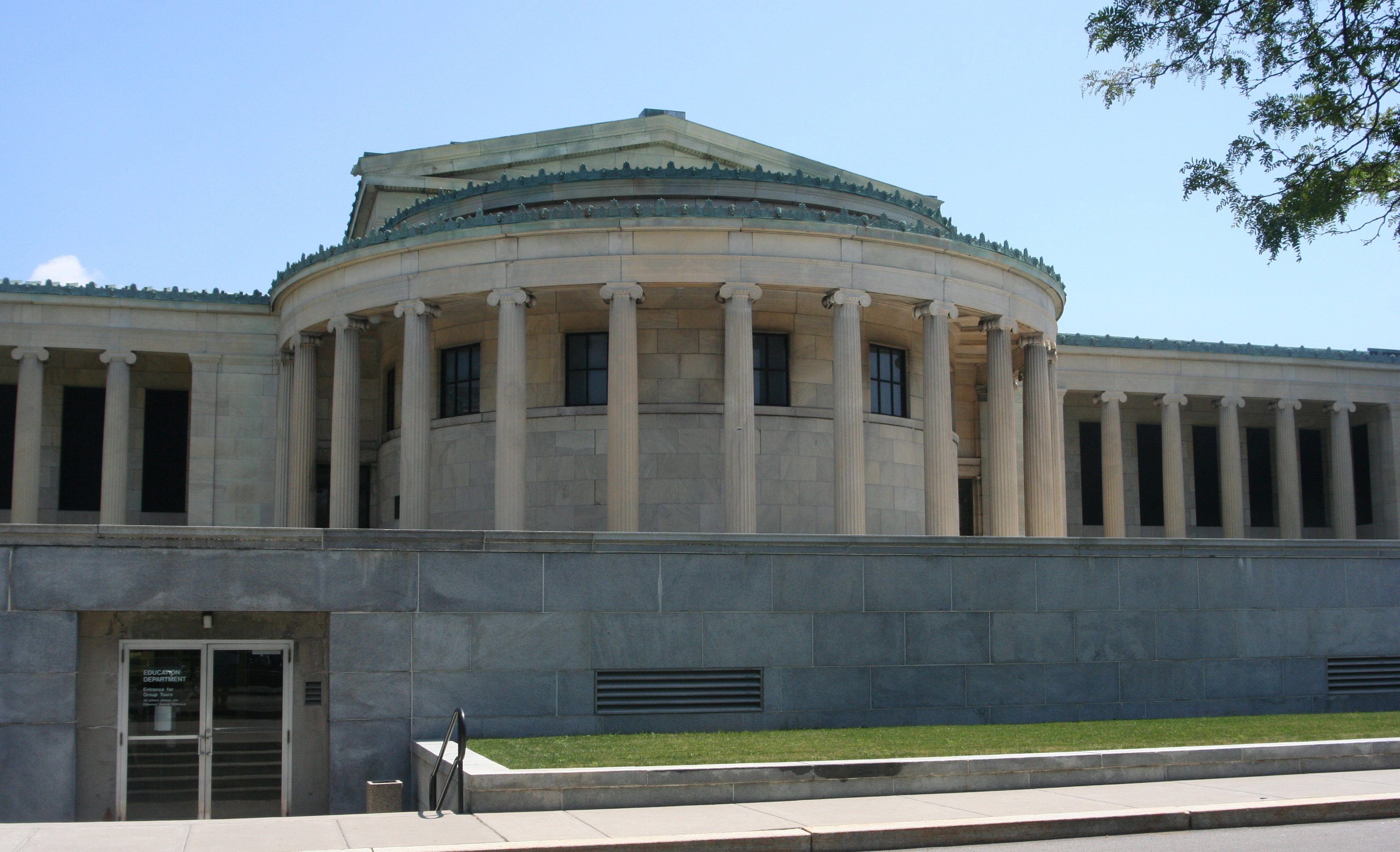
Fachada trasera del edificio antiguo del museo.

El Museo Albright-Knox (del inglés: Albright-Knox Art Gallery) es un museo de arte de Estados Unidos, ubicado en la ciudad de Buffalo (Estado de Nueva York). Conocido internacionalmente por sus fondos de los siglos XIX y XX, de Van Gogh a Jasper Johns, tiene como principal joya El Cristo amarillo de Paul Gauguin. La Buffalo Fine Arts Academy gestiona la institución, que se encuentra en el n.º 1285 de Elmwood Avenue.

## Historia
La Academia de Bellas Artes de Buffalo fue fundada en 1862, por lo que se cuenta entre las instituciones públicas más antiguas del país en lo referido al mundo del arte. Un hito en la historia de la Academia fue la construcción de la Galería de Arte Albright, costeada por el empresario y filántropo local John J. Albright. 
El edificio se había pensado como pabellón de las Bellas Artes para la Exposición Pan-Americana de 1901, pero no se terminó a tiempo para tal uso y las obras concluyeron cuatro años después. El edificio fue diseñado por Edward B. Green, nativo de Buffalo, quien igualmente diseñó el Museo de Arte de Toledo (Ohio) y el Dayton Art Institute. Gracias a una ayuda económica de Seymour H. Knox, la galería fue ampliada en 1962, y la institución recibió el nuevo nombre de Albright-Knox Art Gallery en honor de sus dos principales contribuyentes. Cuenta con espacios adicionales en un bloque anexo llamado Clifton Hall, al cual se conecta mediante un paso subterráneo.
El museo cuenta desde 1933 con un singular servicio, «Collectors gallery», de venta y alquiler de obras de arte, pionero entre los museos públicos y gestionado por voluntarios.

## Colecciones
El museo goza de una reputación internacional como centro de arte moderno. Thomas Hoving, antiguo director del Metropolitan Museum de Nueva York, lo elogió recientemente por su rica colección y por la escala «pequeña, íntima y seductora» de su sede.[cita requerida]
Es un museo especializado en arte europeo y estadounidense posterior a la II Guerra Mundial, adquirido mayormente gracias a la generosidad de su patrono Seymour H. Knox.[cita requerida] El expresionismo abstracto, el pop art y las creaciones de la década de los setenta hasta nuestros días están bien representados con ejemplos de Arshile Gorky, Jackson Pollock, Andy Warhol y Jasper Johns. 
Alberga además un panorama artístico de corrientes anteriores. Cuenta con obras[cita requerida] de William Hogarth, Jacques-Louis David (Retrato del Sr. Desmaisons), Delacroix (Calle de Meknes), Honoré Daumier (Lavandera), Rosa Bonheur, Gustave Courbet, Paul Gauguin (el famoso Cristo amarillo), Van Gogh (El viejo molino), Picasso, Braque, Modigliani (La sirvienta), Matisse, André Derain, Joan Miró, Piet Mondrian, Alexander Rodchenko y el famoso Autorretrato con mono (1938) de Frida Kahlo.

## Galería de obras

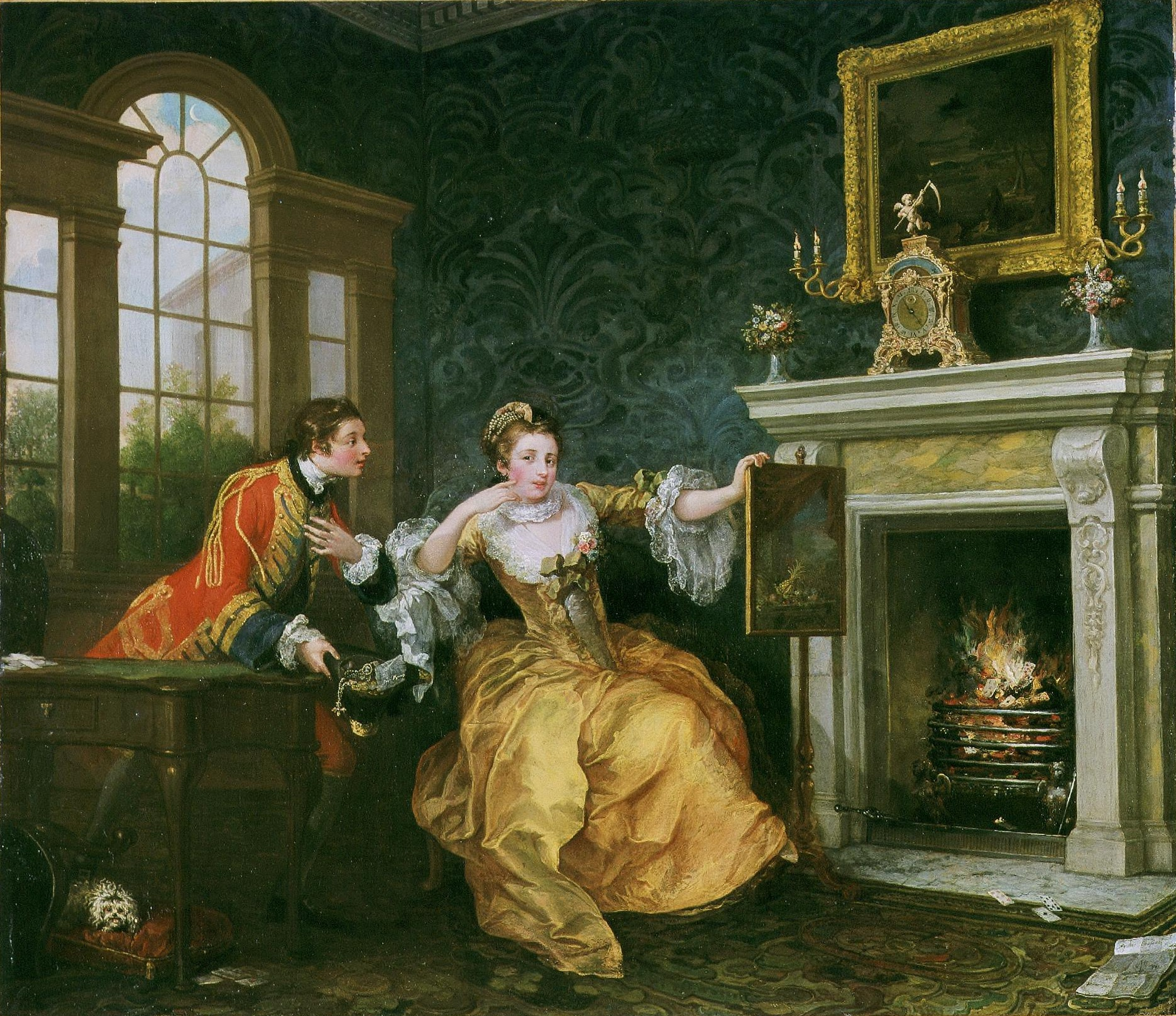
William Hogarth, Pareja
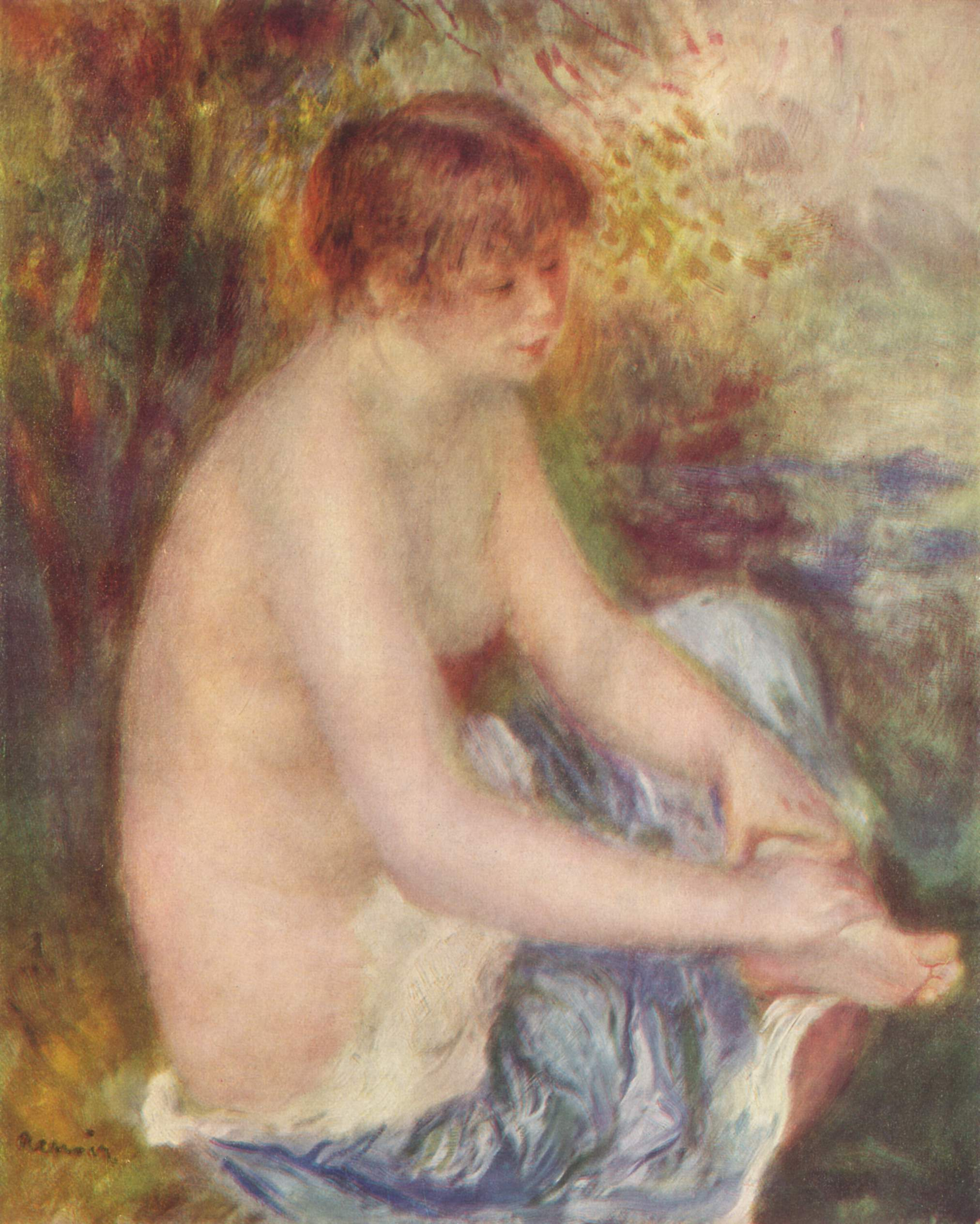
Renoir, Desnudo
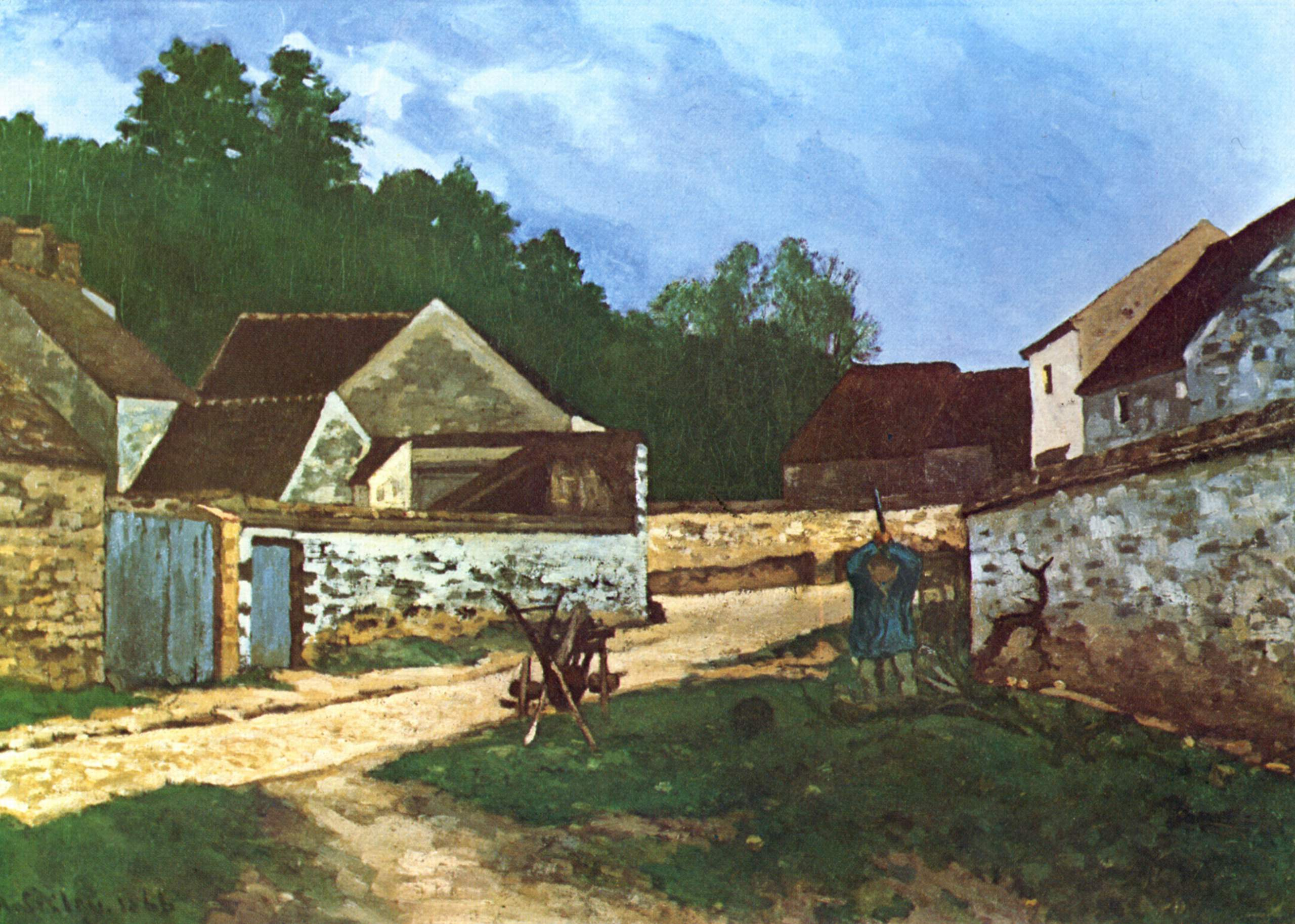
Alfred Sisley, Rincón de la aldea de Marlotte
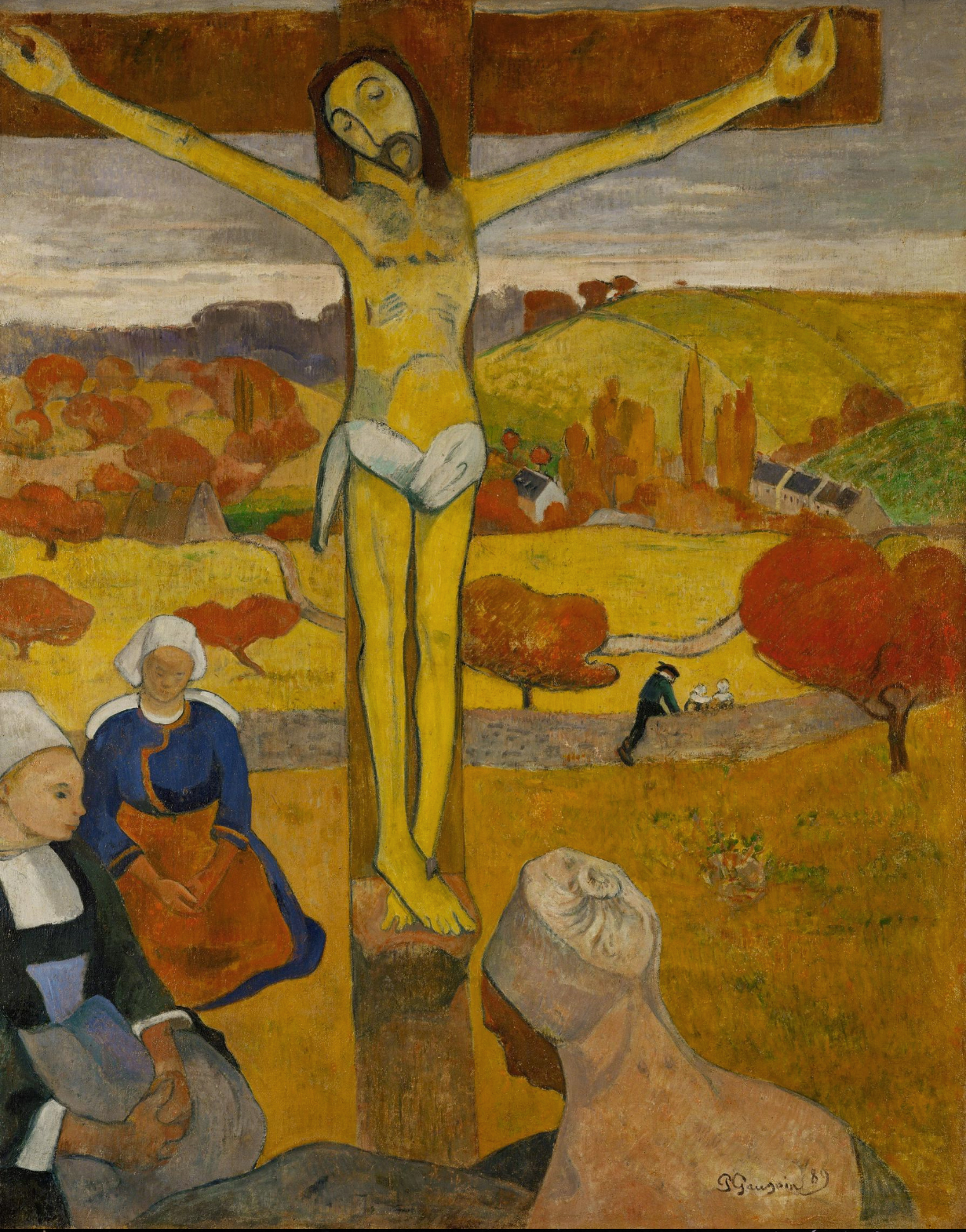
Gauguin, El Cristo amarillo
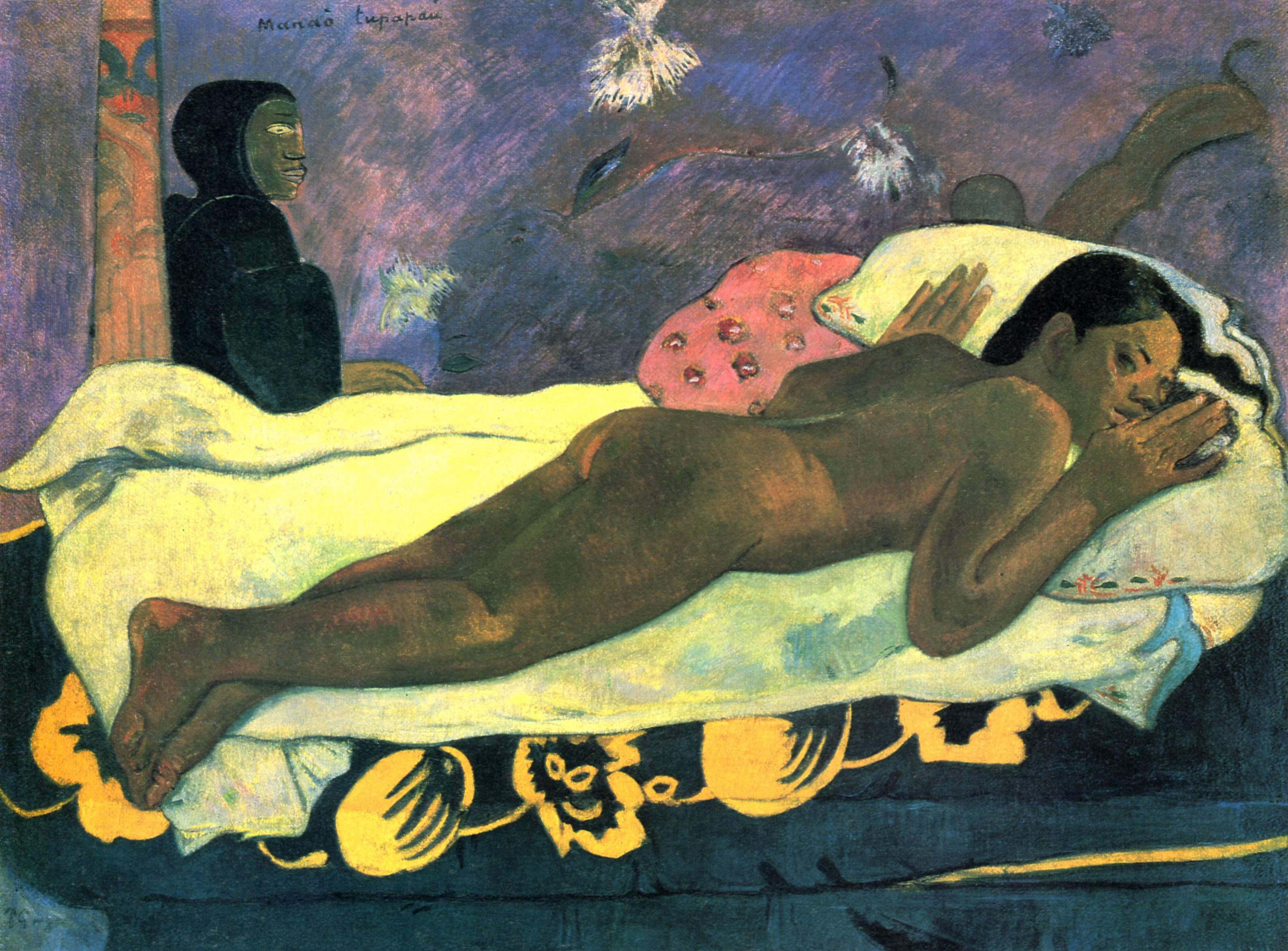
Gauguin, Manao Tupapao (El espíritu de los muertos sigue observando)
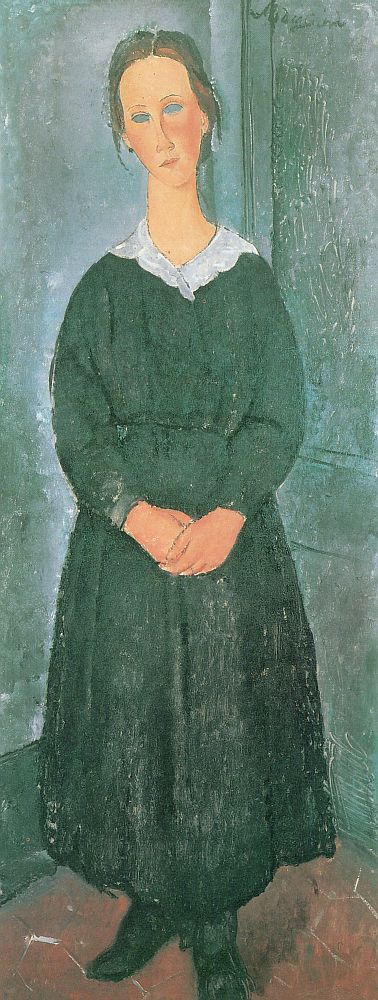
Modigliani, La sirvienta